# Piazza Capitaniato
Corte Capitaniato oggi Piazza Capitaniato è una piazza storica della città di Padova. Si raggiunge passando da piazza dei Signori sotto la Torre dell'Orologio, la porta del Capitaniato passaggio chiamato Soto ea scavesà (letteralmente: sotto la spezzata), caduto in disuso verso la fine del XX secolo. 

## Storia
Lo spazio era in origine un cortile della reggia Carrarese, voluta da Ubertino da Carrara nel XIV secolo. Circondata da edifici adibiti a vario uso, su tutti la grande costruzione ospitante la Sala dei Giganti.
La corte accrebbe di importanze al tempo della dominazione veneziana, quando negli edifici dei carraresi si installò il Capitanio ed esponenti dell'amministrazione padovana. Nell'antico cortile, che prese il nome di corte Capitaniato, trovarono posto la sede della curia, gli uffici amministrativi, le scuderie, le aree per le esercitazioni e le abitazioni delle guardie. I capitani veneziani erano responsabili degli affari di carattere militare ed affiancavano il podestà, al quale era demandata la gestione dell'amministrazione civile.

## Palazzi ed attrazioni della piazza
Sul lato est si trova il lato posteriore della torre dell'Orologio e del palazzo del Capitanio, sede di uffici comunali e del dipartimento di Filosofia, Sociologia, Pedagogia e Psicologia Applicata dell'Università degli Studi di Padova. Sul lato sud si affaccia la sede della Scuola di Scienze Umane, Sociali e del Patrimonio Culturale (ex facoltà di Lettere e Filosofia) e del Dipartimento dei Beni Culturali: Archeologia, Storia dell'Arte, del Cinema e della Musica. Quest'ultimo si trova nel palazzo Liviano, costruito negli anni trenta dall'architetto Gio Ponti negli spazi in precedenza occupati dalla reggia dei Carraresi. Sul lato est del Liviano vi è la scalinata che porta sia all'elegante sala dei Giganti, antica struttura adibita oggi a sala da concerti, i cui pregevoli affreschi furono probabilmente realizzati dall'Altichiero e da Jacopo Avanzi, che alla più piccola sala delle Edicole, parimenti affrescata. Dalla piazza si possono ammirare altre parti di quanto resta delle varie ricostruzioni della reggia, nei cui pressi si trova anche l'originale Loggia dei Carraresi.
La presenza dei due dipartimenti dell'ateneo comporta una massiccia presenza di studenti nella piazza, soprattutto per i festeggiamenti delle lauree, quando sugli alberi vengono affissi i "papiri" e vi hanno luogo scherzi goliardici e canti. In piazza Capitaniato si trovava sino al dicembre del 2015 la grande statua di Amleto Sartori raffigurante il drammaturgo Angelo Beolco detto il Ruzante, commissionata dal Rotary Club di Padova nel 1958 e ricollocata presso il Teatro Verdi.
Lungo l'asse mediano della piazza sorgono alcuni tra i più antichi alberi di Padova, quali le sophore japoniche (Styphnolobium japonicum)  messe a dimora nel 1861, nonché i bagolari (Celtis australis).